# Pyrhos
Pyrhos  (altgriechisch Πυρος, wohl für Pyrrhos Πύρρος), Sohn des Agasileos, war ein griechischer Töpfer in der 1. Hälfte des 7. Jahrhunderts v. Chr.
Er ist nur bekannt durch seine Signatur (ΠΥΡΟΣΜΕΠΟΙΕΣΕΝΑΓΑΣΙΛΕFΟ, „Pyrhos, Sohn des Agasileos, machte mich“) auf einem Spitzaryballos unbekannten Fundortes heute in Boston, Museum of Fine Arts 98.900. Es handelt sich bei dem Stück um die Kopie eines protokorinthischen Aryballos, wahrscheinlich gefertigt in einer westlichen Kolonie von Euboia.